# Wedge Mountain
Wedge Mountain är ett berg i Kanada.   Det ligger i provinsen British Columbia, i den sydvästra delen av landet, 3 500 km väster om huvudstaden Ottawa. Toppen på Wedge Mountain är 2 892 meter över havet.
Terrängen runt Wedge Mountain är huvudsakligen bergig. Wedge Mountain är den högsta punkten i trakten. Trakten runt Wedge Mountain är nära nog obefolkad, med mindre än två invånare per kvadratkilometer.. Närmaste större samhälle är Whistler, 12,7 km väster om Wedge Mountain. 
Trakten runt Wedge Mountain är permanent täckt av is och snö.